# 滎陽の戦い
滎陽の戦い（けいようのたたかい）は、紀元前204年に項羽の楚軍と劉邦の漢軍との間で滎陽（現在の河南省鄭州市滎陽市）で行われた戦い。

## 滎陽の戦いまでの流れ
項羽の留守中に楚軍の拠点であった彭城を陥落させた劉邦ら諸侯連合軍は、戦勝に浮かれて油断し切っていたところを帰ってきた項羽の楚軍に急襲されて大敗した。
劉邦らは命からがら彭城から落ち延び、滎陽で楚の大軍に包囲されることとなった。

## 漢の軍師

### 陳平
不利な状況の中で陳平は、項羽が疑り深い性格であるため部下との離間が容易に出来ると進言し、劉邦もその実行に4万金もの大金を陳平に与え自由に使わせた。そして「范増・鍾離眜・龍且・周殷といった項羽の重臣たちが、功績を上げても項羽が恩賞を出し渋るため、漢に協力して項羽を滅ぼし王になろうとしている」との噂を流し、項羽はそれを信じて疑うようになった。
特に腹心である范増に対しては、楚の使者が漢へ派遣された際に、はじめ范増の使わした使者として豪華な宴席に招き、范増と仲が良いかのように振舞った。そして使者が項羽の使者であると聞くと、すぐさま粗末な席に変えさせた。このため項羽は更に疑うようになって范増は失脚することとなり、故郷に帰る途中で憤死した。こうして陳平は、楚最大の知謀の才を戦わずして排除した。

### 張良
包囲戦の途中、儒者酈食其が「項羽はかつての六国（戦国七雄から秦を除いた）の子孫たちを殺して、その領地を奪ってしまいました。漢王陛下がその子孫を諸侯に封じれば、皆喜んで陛下の臣下になるでしょう」と説き、劉邦もこれを受け容れた。
その後、劉邦が食事をしている時に張良がやって来たので、酈食其の策を話した。張良は「（そんな策を実行すれば）陛下の大事は去ります」と反対し、劉邦が理由を問うと、張良は劉邦の箸をとって説明を始めた。
張良は諸侯を封じた周朝の武王を例に不可の理由を6つ挙げ、今の劉邦には武王のような事が出来ないと説いた。更に「かつての六国の遺臣たちが陛下に付き従っているのは、何か功績を挙げていつの日か恩賞の土地を貰わんがためです。もし陛下が六国を復活させればみんな故郷へと帰ってそれぞれの主君に仕えるようになるでしょう。陛下は一体誰と天下をお取りになるおつもりですか。もし、その六国が楚に脅かされ、楚に従うようになってしまったら、陛下はどうやって六国の上に立つおつもりですか。これが第7、第8の理由です」と答え、劉邦は慌てて策を取り止めた。

## 金蝉脱殻の計
楚軍の包囲が続く中、漢軍の食料はついに尽きてしまった。ここで陳平は偽の漢王を城の外へ出して楚軍が油断したところを城の反対側から脱出する金蝉脱殻の計を出し、その偽漢王に紀信 を、滎陽に残る守りには御史大夫の周苛・樅公を「彼らは死を厭わないでしょう」と付かせるように言った。合わせて裏切る恐れのある魏豹を残し、周苛たちに邪魔だと思わせ始末させることにした。
この策は実行され、見越した通り紀信は即刻火刑に刑され、周苛たちは魏豹を誅殺して項羽の攻めにもよく持ちこたえたが、ついに落城して、項羽に帰順することを拒んで罵倒した周苛は釜茹での刑に処され、同時に樅公も処刑された。

## 戦後
劉邦はいったん拠点の関中に引き返して態勢を立て直して、再び楚に対する反攻を開始することになった。

## 和睦と裏切り
補給を受けた漢軍は楚軍と滎陽の北の広武山で対陣したが、両軍とも食料が尽きたので、和睦して互いにその根拠地へと戻ることになった。
ここで張良は陳平と共に、退却する項羽軍の後方を襲うよう劉邦に進言した。項羽とその軍は韓信と彭越の活躍もあって疲弊しているが、戻って回復すればその強さも戻ってしまう。油断している今を置いて勝機はない、と見たのである。劉邦はこれを受け入れ、韓信と彭越の2人の武将も一緒に項羽を攻めるように命令した。しかし韓信と彭越はやって来ず、漢軍は楚軍に敗れた。
張良は劉邦に「韓信・彭越が来ないのは恩賞の約束をしていないからです」と答えた。劉邦は「彼らには十分禄は出している。韓信は斉王にしてやった」と答えたが、張良は「韓信は肩書きだけで斉の地を与えたわけではありません。彭越も補給路を断つなどの活躍しましたが、肩書きの一つでも与えましたか? それに、彼らも漢楚が争っているからこそ価値があるとわかっているので、争いが終わってしまえば自分たちはどうなるかと不安なのです」と言った。
なおも納得ができず、恩賞を渋る劉邦に対し、張良は「彼らの恩賞を見て天下の人々はどう思いますか? 陛下が天下の半分を取りながら恩賞を出し惜しんでいると思いましょう。私は陛下が物を惜しんでいないのはよく存じております。しかし、天下の人々にもそう見えなければ意味がありません。だから彼らも、恥じることも悪びれることもなく動かなかったのです」これに劉邦も納得し、両者に対して戦後も韓信を斉王に、彭越を梁王に封じる約束をし、両者はその後漢軍に合流することになった。